# 史家营乡
史家营乡，是中华人民共和国北京市房山區下辖的一个乡镇级行政单位。

## 行政区划
史家营乡下辖以下地区：
鸳鸯水村、柳林水村、杨林水村、青林台村、秋林铺村、莲花庵村、曹家房村、史家营村、大村涧村、西岳台村、青土涧村和金鸡台村。